# Batalhão Operacional Aeroterrestre
O Batalhão Operacional Aeroterrestre (também conhecido pela anterior designação pela sigla BOAT) é um batalhão do Exército Português, aquartelado no Regimento de Paraquedistas (Brigada de Reação Rápida), em Tancos, responsável pela execução de várias missões fulcrais das Tropas Paraquedistas de Portugal, tais como a operação de zonas de lançamento (CPRECs), dobragem e manutenção de paraquedas (CEA) lançamento de cargas de abastecimento aéreo (CAA) ou cinotécnica.

## História
O Batalhão de Caçadores Paraquedistas (BCP), primeira unidade paraquedista em Portugal, foi oficialmente inaugurado no dia 23 de maio de 1956, na Força Aérea Portuguesa (FAP), tendo presidido à cerimónia o seu criador, coronel Kaúlza de Arriaga. A data foi escolhida em alusão à bula Manifestis Probatum (1179), que declarou o Condado Portucalense oficialmente independente do Reino de Leão, ou seja, reconheceu efetivamente o Reino de Portugal.
O BCP foi aquartelado nas antigas instalações do extinto Batalhão de Pontoneiros (BP), uma unidade do Exército que, em 1921, tinha sido transferida de Santarém para Tancos e, em 1947, integrada na Escola Prática de Engenharia. Após a conclusão das indispensáveis obras de conservação e restauro, os paraquedistas começaram a ser instalados nas antigas camaratas do BP, a partir do dia 3 de Janeiro de 1956. O Comando do Batalhão foi assumido pelos dois primeiros paraquedistas portugueses, os capitães Martins Videira (Comandante) e Mário Robalo (2º Comandante). A localização estratégica destas instalações (numa posição central, em relação à distribuição geográfica do território continental) era perfeita para a atividade dos paraquedistas, uma vez que se encontrava junto à Base Aérea de Tancos, que era guarnecida com os necessários aviões de transporte Junkers Ju-52.
Ao iniciar-se a Guerra Colonial, os paraquedistas foram a primeira força portuguesa projetada para o continente africano, chegando a primeira Companhia de Caçadores Paraquedistas a Angola no dia 16 de março de 1961, apenas um dia após o massacre da UPA. Com o desenrolar do confilto, esta companhia seria reforçada, subindo de escalão para batalhão, denominado Batalhão de Caçadores Paraquedistas n.º 21 (BCP 21). Entretanto, perante a necessidade de aumentar a capacidade de formação de novos paraquedistas no BCP, este sobe também de escalão para regimento, passando a designar-se Regimento de Caçadores Paraquedistas (RCP), em 5 de maio de 1961, constituído por dois batalhões, o Batalhão de Instrução (BI) e o Batalhão de Caçadores Paraquedistas n.º 11 (BCP 11).
Em 5 de Julho de 1975, após o final da Guerra Colonial, as Tropas Paraquedistas foram alvo de uma grande reorganização, tendo sido criado o Corpo de Tropas Paraquedistas (CTP), que reunía todas as unidades paraquedistas da Força Aérea. O CTP incluía uma estrutura territorial responsável pela mobilização, instrução e administração dos militares que iriam guarnecer a força operacional do corpo, da qual fazia parte o Grupo Operacional Aeroterrestre (GOAT), aquartelado na Base Escola de Tropas Paraquedistas (atual RPára).
Em 1994, uma nova reestruturação das Forças Armadas de Portugal retirou os Paraquedistas do Exército e colocou-os na Força Aérea, passando o GOAT a integrar a recém criada Brigada Aerotransportada Independente (BAI), sob a nova designação Batalhão de Apoio Aeroterrestre (BAAT), com a mesma missão. Em 2006, com a transformação da BAI para Brigada de Reação Rápida (BRR), o BAAT adotou a atual designação Batalhão Operacional Aeroterrestre (BOAT).

## Missão e organização

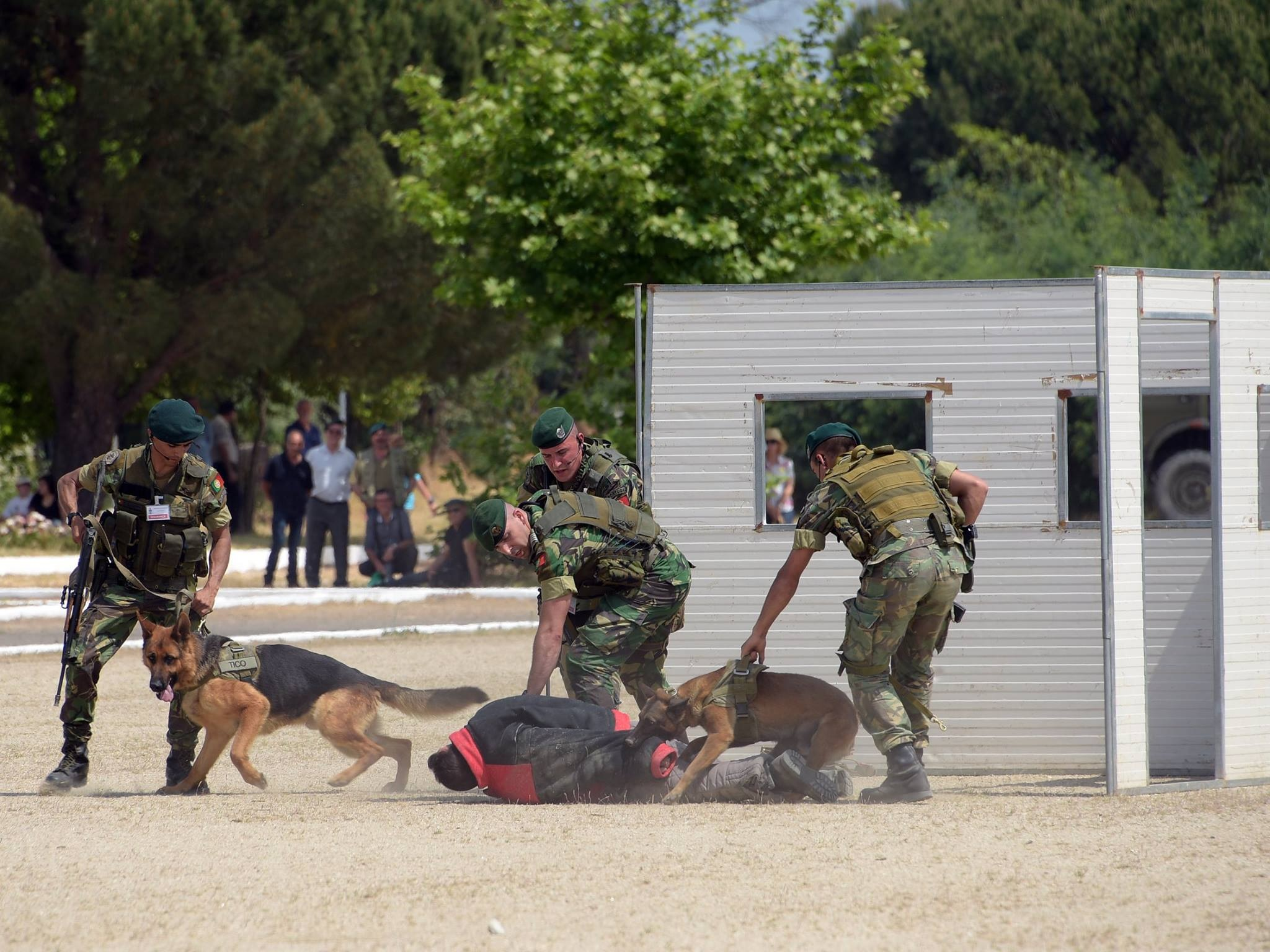
Paraquedistas do Pelotão Cinotécnico, durante uma demonstração.

As missões do Batalhão Operacional Aeroterrestre são delegadas às várias companhias que o integram:
- Companhia de Precursores Aeroterrestres (CPRECs) — Reconhecimento e operação de zonas de aterragem de aeronaves e zonas de lançamento de paraquedistas em contexto de operações aerotransportadas;
- Companhia de Equipamento Aéreo (CEA) — Dobragem e manutenção do equipamento necessário à execução de operações aerotransportadas;
- Companhia de Abastecimento Aéreo (CAA) — Preparação e lançamento de cargas de abastecimento aéreo;
- Companhia de Serviços (CS-BOAT) — Serviços administrativos do batalhão;
  - Pelotão Cinotécnico (integrado na CS-BOAT) — Treino e emprego de missões que exijam técnicas cinotécnicas (também conhecido como "Cães de Guerra").[11]